# Monitor Sądowy i Gospodarczy
Monitor Sądowy i Gospodarczy (MSiG) – ogólnopolski dziennik urzędowy, w którym publikowane są obwieszczenia i ogłoszenia wymagane przez Kodeks spółek handlowych, Kodeks postępowania cywilnego, ustawę o Krajowym Rejestrze Sądowym, ustawę o rachunkowości i inne ustawy.
Są to m.in. ogłoszenia o zmianach w Krajowym Rejestrze Sądowym (np. likwidacji spółek, złożenia sprawozdania finansowego), wpisy dotyczące partii politycznych, postanowienia o ogłoszeniu upadłości, wezwania spadkobierców, ogłoszenia o wszczęciu postępowań o uznanie za zmarłego, wezwania w sprawach o zasiedzenie, ustanowienie kuratora oraz ogłoszenia Narodowego Banku Polskiego. Od 1 stycznia 2013 w Monitorze są publikowane sprawozdania finansowe podmiotów, które nie składają ich do rejestru sądowego, a które podlegają obowiązkowemu badaniu przez biegłego rewidenta.
Organem wydającym jest Biuro do Spraw Wydawania Monitora Sądowego i Gospodarczego mieszczące się w gmachu zajmowanym m.in. przez wydziały gospodarcze Sądów Rejonowego i Okręgowego dla m.st. Warszawy przy ul. Czerniakowskiej 100. 
Od 1 lipca 2012 bieżące i archiwalne (od 1996) numery „Monitora” są udostępniane bezpłatnie na stronie Ministerstwa Sprawiedliwości.

## Akty prawne regulujące zasady wydawania
- Ustawa z dnia 22 grudnia 1995 r. o wydawaniu Monitora Sądowego i Gospodarczego (Dz.U. z 2023 r. poz. 1395)
- Rozporządzenie Ministra Sprawiedliwości z dnia 13 maja 2014 r. w sprawie wydawania i rozpowszechniania Monitora Sądowego i Gospodarczego (Dz.U. z 2017 r. poz. 1957)